# Кызыл-Аскерский район
Кызыл-Аскерский район — единица административного деления Киргизской ССР, существовавшая в январе 1944 — ноябре 1959 годов.
Кызыл-Аскерский район был образован в составе Фрунзенской области 3 января 1944 года из частей территории Ворошиловского и Кагановичского районов. Его центром было назначено село Кызыл-Аскер. В 1949 году район имел площадь 0,9 тыс. км² и включал 10 сельский и 2 поселковых совета:
- Верхне-Аларчинский с/с
- Военно-Антоновский с/с
- Джанги-Джерский п/с
- Кызыл-Аскерский с/с
- Молотовский с/с (центр — кишлак Джар)
- Нижне-Аларчинский с/с
- Ново-Павловский с/с
- Орокский с/с
- Орто-Алышский с/с
- Привокзальный с/с
- сх Фрунзе п/с
- Чон-Арыкский с/с

27 января 1959 года Фрунзенская область была упразднена и Кызыл-Аскерский район перешёл в прямое подчинение Киргизской ССР.
26 ноября 1959 года Кызыл-Аскерский район был упразднён. При этом Верхне-Аларчинский, Орто-Алышский, Нижне-Аларчинский, Ново-Павловский, Военно-Антоновский, Чон-Арыкский, Кировский, Кызыл-Аскерский, Ат-Башинский, Орокский сельские советы переданы в состав Аламединского района, а Джанги-Джерский и Фрунзенский поселковые советы — в состав Сокулукского района.